# Aksel Andersen
Hans Aksel Andersen (19. marts 1912 i Ruskin, Nebraska – 18. november 1977 i Vedbæk) var en dansk organist, komponist og orgelprofessor.
Han spillede allerede som dreng både orgel, violin og klaver. Han var elev i Varde af Svend-Ove Møller. Som 12-årig vikarierede han som organist. Senere undervist af Th. Aagaard. Organisteksamen ved Det Kongelige Danske Musikkonservatorium 1931.
Andersen var en af kræfterne bag oprettelsen af Løgumkloster Kirkemusikskole idet han i slutningen af 1960'erne var med til at udarbejde skolens grundlag og senere hjalp den på vej på andre måder. Han var Ridder af Dannebrog.

## Embeder
- organist og kantor ved Sankt Jacobi Kirke i Varde 1933-48
- lærer ved Vestjysk Musikkonservatorium [1946-29]
- organist ved Sct. Pauls Kirke i Århus 1948-55
- lærer ved Det Jyske Musikkonservatorium 1948-55
- professor ved Københavns Musikkonservatorium fra 1955
- Kirkeministeriets konsulent i orgel- og klokkesager 1955-63
- organist ved Eliaskirken i København 1956-59
- formand for Dansk organist- og kantorsamfund 1959-61
- organist ved Christiansborg Slotskirke 1959-65
- formand for Nordisk Klokkekomite fra 1962
- formand for Nordisk Samfund for Campanologi 1966-70
- organist ved Vartov Kirke 1970-75

## Musik
- 4 Preludii Locus Dei (orgel 1972)
- orgelmusik
- sange
- korsange
- lejlighedskantater
- salmer
- orkestermusik